# NAP de las Américas

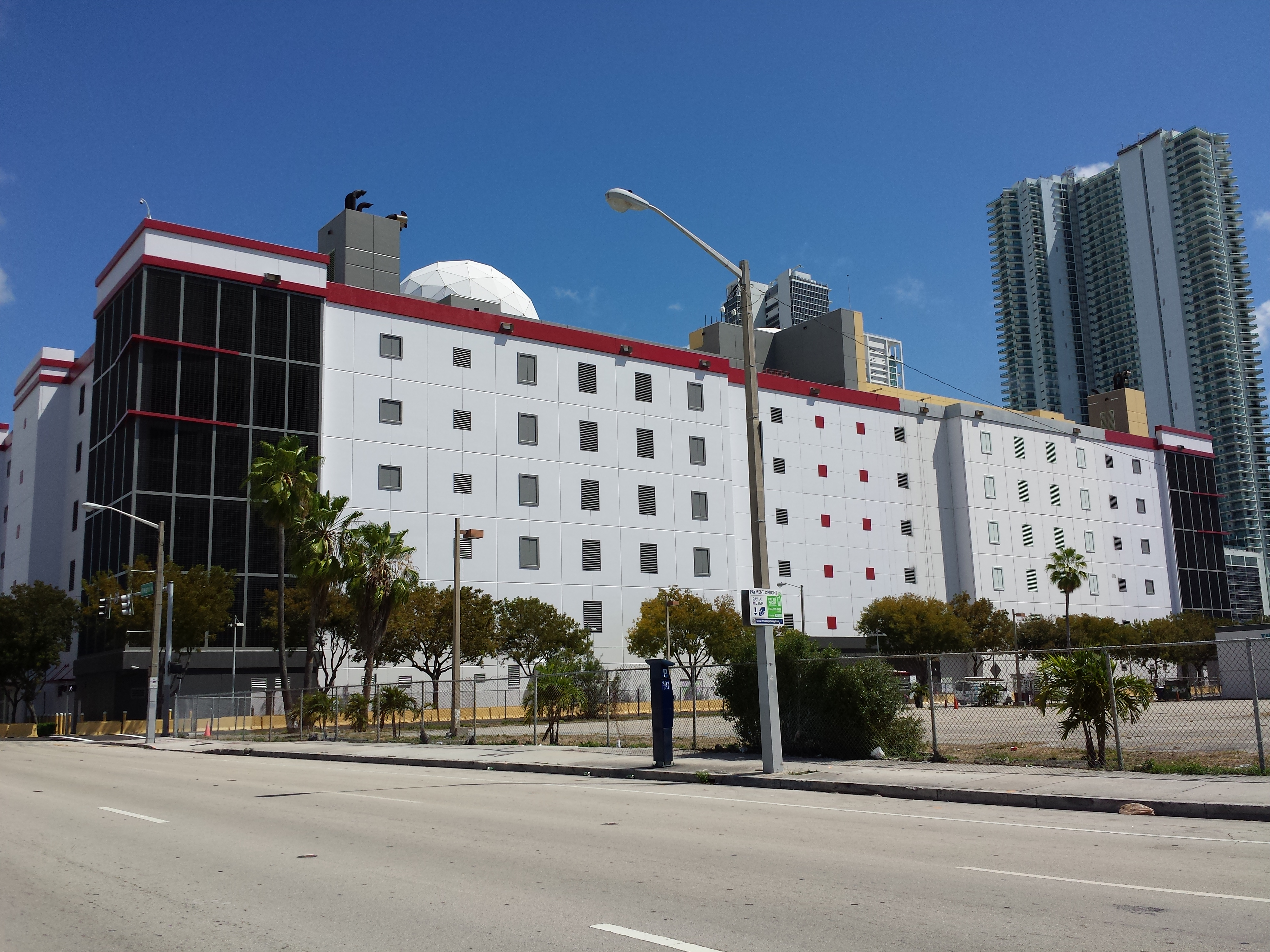
NAP de las Américas

El Network Access Point (NAP) de las Américas es un centro de datos de gran tamaño y punto de intercambio de Internet en Miami, Florida, dirigido por Equinix. Alberga una de las instancias del servidor raíz K del sistema de nombres de dominio.
El edificio cuenta con seis pisos y una superficie de alrededor de 70.000 metros cuadrados. Su construcción fue terminada en 2001.
El NAP de las Américas sirve como un relé para Servicio de Telecomunicaciones Diplomático del Departamento de Estado de los Estados Unidos.